# Szaniszlófalva
Szaniszlófalva (1899-ig Sztaskó, szlovákul Staškov) község Szlovákiában, a Zsolnai kerület Csacai járásában.

## Fekvése
Csacától 8 km-re délnyugatra, a Kiszuca partján található.

## Története
A település a vlach jog alapján történt betelepítéssel keletkezett a budatíni uradalom területén. 1658-ban a budatíni uradalom urbáriumában említik először, ekkor 6 vlach családot számláltak a faluban. 1662-ben „Stasskow”, 1712-ben „Sztaskov” alakban említik a korabeli források. Területe részben a sztrecsnói, részben a budatíni uradalomhoz tartozott. 1720-ban malma és 13 adózója volt. 1770-ben Mária Terézia urbáriuma 108 zsellér és 13 vagyontalan családot említ a községben. 1784-ben 161 házában 1100 lakos élt. A falu első fatemploma 1796-ban épült torony nélkül.
A 18. század végén Vályi András így ír róla: „SZTASOV. Sztaskov. Tót falu Trentsén Várm. földes Ura Hg. Eszterházy Uraság, lakosai katolikusok, fekszik Rakovához, ’s Zakopczéhez nem meszsze, mellynek filiája; határja sovány, legelője, fája van.”
Az első, még fából épített iskola 1802-ben nyílott a községben. 1828-ban 227 háza volt 1616 lakossal. Lakói favágással, tutajozással, állattartással, drótozással foglalkoztak.
Fényes Elek 1851-ben kiadott geográfiai szótárában így ír a faluról: „Sztaskov, a magas Buhanó hegye alatt lévő népes tót falu, Trencsén vmegyében, Czáczához nyugotra 1 órányira, 1642 kath., 24 zsidó lak. Kath. paroch. templom. Roppant fenyves erdejében legfőbb gazdasága van F. u. h. Eszterházy. Ut. p. Czácza.”
1872-ben új iskolát építettek a községben. 1876-ban elkészült az új templom és a plébánia épülete. 1895-ben jegyzői hivatal nyílt a településen. Fejlődésén nagyot lendített az 1914-ben elkészült Csaca-Makova vasútvonal. Lakóinak nagy része csehországi vasgyárakban dolgozott, mások csehországi mezőgazdasági idénymunkákkal foglalkoztak. A trianoni békéig Trencsén vármegye Csacai járásához tartozott.

## Népessége
| Év:            | 1994. | 2004.   | 2014.   | 2024.   |
| -------------- | ----- | ------- | ------- | ------- |
| Emberek száma: | 2568  | 2686    | 2761    | 2759    |
| Eltérés:       |       | +4,59 % | +2,79 % | -0,07 % |

| Év:            | 2023. | 2024. |
| -------------- | ----- | ----- |
| Emberek száma: | 2759  | 2759  |
| Eltérés:       |       | +0 %  |

1910-ben 1566, túlnyomórészt szlovák anyanyelvű lakosa volt.
2011-ben 2776 lakosából 2700 szlovák volt.

## Nevezetességei
- Római katolikus temploma 1875-ben épült neogótikus stílusban.

## Híres emberek
- Itt született 1924. március 20-án Jozef Króner színész.